# Nephelomyias
Genre
Synonymes
- genre Myiophobus Reichenbach, 1850[2]

Nephelomyias est un genre de passereaux de la famille des Tyrannidés. Il se trouve à l'état naturel sur le continent américain,,.

## Liste des espèces
Selon la classification de référence du Congrès ornithologique international (version 11.1, 2021) :
- Nephelomyias pulcher (Sclater, 1861) – Moucherolle superbe
  - sous-espèce Nephelomyias pulcher bellus (Sclater, PL, 1862)
  - sous-espèce Nephelomyias pulcher oblitus (Bond, 1943)
  - sous-espèce Nephelomyias pulcher pulcher (Sclater, PL, 1861)
- Nephelomyias lintoni (Meyer de Schauensee, 1951) – Moucherolle de Linton
- Nephelomyias ochraceiventris (Cabanis, 1873) – Moucherolle à poitrine ocre